# سولتو
سولتو (به ایتالیایی: Soleto) یک کومونه در ایتالیا است که در استان لچه واقع شده‌است.

## خصوصیات
سولتو ۲۹ کیلومترمربع مساحت و ۵٬۵۲۳ نفر جمعیت دارد و ۹۱ متر بالاتر از سطح دریا واقع شده‌است.